# Людвіг Форстер
Людвіг Форстер (нім. Ludwig Forster; 9 жовтня 1915, Лауїнген — 22 серпня 1942, Карибське море) — німецький офіцер-підводник, оберлейтенант-цур-зее крігсмаріне.

## Біографія
3 квітня 1936 року вступив на флот. З 20 травня по вересень 1941 року — командир підводного човна U-62, з 2 грудня 1941 року — U-654, на якому здійснив 4 походи (разом 162 дні в морі). 22 серпня 1942 року U-654 був потоплений в Карибському морі північніше Колону (12°00′ пн. ш. 79°56′ зх. д.) глибинними бомбами американського бомбардувальника «Боло». Всі 44 члени екіпажу загинули.
Всього за час бойових дій потопив 4 кораблі загальною водотоннажністю 18 655 тонн.
| Дата           | Назва корабля     | Тип               | Тоннаж | Вантаж                                                                                | Екіпаж | Загинули | Країна             | Конвой |
| -------------- | ----------------- | ----------------- | ------ | ------------------------------------------------------------------------------------- | ------ | -------- | ------------------ | ------ |
| 9 лютого 1942  | FFL Alysse (K100) | Корвет            | 900    |                                                                                       | 70     | 36       | Франція            | ON-60  |
| 10 квітня 1942 | Empire Prairie    | Торговий пароплав | 7,010  | 9022 тонни генеральних вантажів                                                       | 49     | 49       | Британська імперія |        |
| 20 квітня 1942 | Steel Maker       | Торговий пароплав | 6,176  | 7660 тонн військових припасів                                                         | 48     | 1        | США                |        |
| 20 квітня 1942 | Agra              | Торговий теплохід | 4,569  | 6666 тонн генеральних вантажів, у тому числі селітра, автотранспорт і паливо в бочках | 39     | 6        | Швеція             |        |

## Звання
- Кандидат в офіцери (3 квітня 1936)
- Морський кадет (10 вересня 1936)
- Фенріх-цур-зее (1 травня 1937)
- Оберфенріх-цур-зее (1 липня 1938)
- Лейтенант-цур-зее (1 жовтня 1938)
- Оберлейтенант-цур-зее (1 жовтня 1940)

## Нагороди
- Залізний хрест 2-го класу (26 вересня 1939)
- Нагрудний знак підводника